# BM-27
BM-27은 다연장 로켓포 시스템이다.

## 개발
1960년대 소련군은 BM-21 中 다연장로켓의 한계를 느끼게 된다. 당시 BM-24 重 다연장로켓과는 상대가 되지 않았고, 대포병 사격에도 취약했기 때문이다. 이에 소련군은 대구경 다연장 로켓의 개발에 들어갔다. 러시아 툴라에 위치한 SSRP에서 개발하여 1977년 BM-27이 처음 등장한다. 서방에서는 MRL 1977로 불렀으며, BM-22로 잘못 알려지기도 했다. BM-27은 미국의 M270 MLRS가 등장하기 전까지 세계 최강의 다연장로켓으로 불렸다.

## 특징
BM-27은 소련 붕괴 전 적의 비행장이나 주요 시설을 폭파할 목적으로 운용되면서, 한때는 1개 사단에서 72대가 운용되기도 하였다. BM-27은 서방의 다연장로켓에 비해서 파괴력이 강한 것이 큰 장점이다. 그러나 대신에 재장전이 느린 것이 단점이다.
BM-27은 현재 BM-21과 BM-30사이에서 어중간한 위치이다. BM-27은 BM-21을 대체 중에 있지만, 사단급 포병화기로써는 BM-30에 밀렸다.

## 대한민국의 도입 시도
대한민국은 불곰사업 당시에 BM-27과 BM-30을 도입하길 원했다. 단 1문으로 북한군 포병부대쯤은 격멸시킬 수 있을만큼 강력했기 때문이다. 그러나 소수만 구입하며 기술만 얻는 한국의 태도가 마음에 들지 않았던 러시아는 우라간(BM-27)과 스메르쉬(BM-30)의 판매를 거부하였고, 결국 대한민국은 이를 도입하지 못했다.

## 운용국
러시아 - 개발 및 운용. 500~800여문 운용 중 

 우크라이나 - 소련 해체 후 보유 

 우즈베키스탄 - 소련 해체 후 보유 

 벨라루스 - 소련 해체 후 보유 

 카자흐스탄 - 소련 해체 후 보유 

 탄자니아 - 러시아로부터 도입 

 조선민주주의인민공화국 - 보유 추정

## 참고
- Multiple Rocket Launchers, Romania - Jane's Armour and Artillery, 2003.
- Russia's Arms Catalog 2004

## 같이 보기
- 카추사 로켓 - BM-8(BM-13)부터 BM-30까지 다양하다. 총칭해서 카추사 로켓이라고 부른다.
- BM-14 140mm 다연장 로켓
- BM-21 122mm 다연장 로켓
- BM-30 300mm 다연장 로켓
- 장사정포 북한의 240mm 다연장 로켓